# Fortaleza de Buarcos
A Fortaleza de Buarcos localiza-se na povoação e freguesia de Buarcos, município de Figueira da Foz, distrito de Coimbra, em Portugal.
Integrava, juntamente com o Fortim de Palheiros e o Forte de Santa Catarina na Figueira da Foz, o sistema defensivo desse trecho da costa, nomeadamente o antigo porto marítimo da povoação.
Encontra-se classificada como Imóvel de Interesse Público, por Decreto publicado em 1961.

## História

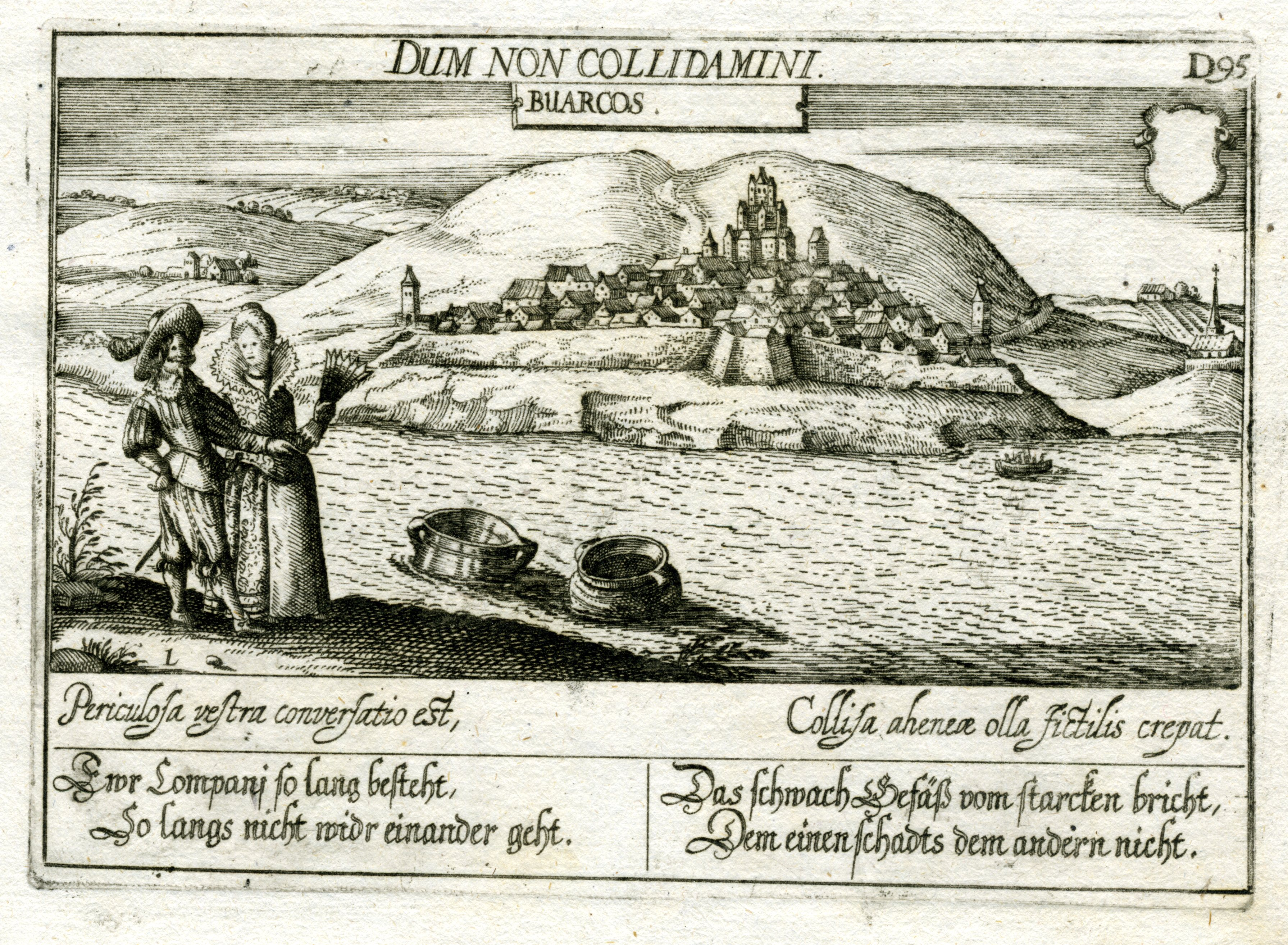
Buarcos (gravura de Daniel Meisner, c. 1625)

Acredita-se que a sua construção tenha se iniciado no reinado de João I de Portugal (1385-1433), ou mais própriamente no de Manuel I de Portugal (1495-1521), como defesa contra os ataques de corsários Ingleses e Neerlandeses, bem como de piratas da Barbária, frequentes na região.
Da antiga fortificação subsiste atualmente apenas um pequeno troço das suas muralhas, entre dois baluartes, paralelo à marginal da praia de Buarcos.